# Людмил Кърджилов
Людмил Стоянов Кърджилов е български журналист и радиоводещ.

## Биография
Роден на 8 декември 1962 г. в София. Завършва Софийския университет „Св. Климен Охридски“ през 1989 г., специалност – журналистика, а по-късно получава и следдипломна квалификация – международни отношения.
През 1989 година, след конкурс, постъпва на работа в програма „Христо Ботев“ на БНР, където остава до 1993 година. Репортер е в предаването „Добър ден“.
На 21 януари 1993 г. започва работа в първото национално частно радио „Дарик“. Водещ е на новините в радиото в периода 1993 – 2011 година. Заместник главен редактор е на радиото от 1994 до 1997 г. Член е на Борда на директорите на Дарик Радио АД в периода 1994 – 1998 г. Управител на „Дарик Нюз“ ЕООД, компания на Дарик за развитието на интернет проекти (от 2006 г.).
Носител е на престижната награда – „Глас на годината“ за 2004 г.
Член на УС на Българската Уеб Асоциация. Член на УС на IAB България.